# Хосе Патіньйо
Хосе Патіньйо-і-Росалес (ісп. José Patiño Rosales; 11 квітня 1666 — 3 листопада 1736) — іспанський державний діяч, державний секретар країни від 1734 до 1736 року.

## Життєпис
Члени родини Патіньйо беззаперечно підтримували Бурбонів під час війни за іспанську спадщину. У той період Хосе Патіньйо був інтендантом Естремадури, а потім — Каталонії (1711—1718). 1717 року він також отримав пост інтенданта військово-морських сил, які щойно було переформовано за французьким зразком. Його завзятість і наполегливість в роботі сприяли тому, що Патіньйо помітили впливові особи при іспанському дворі.
Після відставки авантюриста Хуана Гільєрмо Ріпперди з посади глави уряду Патіньйо отримав пости міністра флоту, колоній та закордонних справ. Трохи згодом він отримав ще й портфель міністра оборони. Від 13 травня 1726 року фактично очолював уряд. За часів свого прем'єрства він проводив складні перемовини з англійцями щодо економічної та колоніальної діяльності в Америці. Після його смерті 1739 року спалахнула «війна за вухо Дженкінса».
Також 1735 року за ініціативи Патіньйо було розпочато війну з Португалією за повернення Східної смуги в Південній Америці.